# Gilles Mirallès
Gilles Mirallès (ur. 8 lutego 1966 w Grasse, zm. 28 stycznia 2022 w Ferney-Voltaire) – francuski szachista i trener szachowy, arcymistrz od 1998 roku.

## Kariera szachowa
W latach 80. XX wieku należał do grona najlepszych francuskich szachistów. Dwukrotnie (1986 i 1989, w obu przypadkach w Epinal) zdobył złote medale w indywidualnych mistrzostwach kraju, poza tym w roku 1990 (w Angers) w finałowym turnieju zajął III miejsce i wywalczył medal brązowy. Pomiędzy 1986 a 1990 trzykrotnie reprezentował narodowe barwy na olimpiadach szachowych, w 1989 roku - w drużynowych mistrzostwach Europy, natomiast w 1985 w pierwszych drużynowych mistrzostwach świata (zdobywając srebrny medal za indywidualny wynik na VIII szachownicy) oraz w młodzieżowych (do lat 26) drużynowych mistrzostwach świata (na których francuscy szachiści zdobyli brązowe medale).
Jednym z największych międzynarodowych sukcesów Gilles'a Mirallèsa było samodzielne zwycięstwo w kołowym turnieju w Cannes (1986), w którym wyprzedził m.in. Wiktora Korcznoja, Andrasa Adorjana, Petara Popovicia, Borislava Ivkova i Larsa Karlssona. Poza tym znaczące rezultaty osiągnął m.in. w Zugu (1987, dz. II m. za Josefem Klingerem, wraz z m.in. Davidem Norwoodem), Chanac (1989, dz. I m. wraz z m.in. Érikiem Prié), Lyonie (1990, turniej strefowy, dz. III m. za Joëlem Lautierem i Johnem van der Wielem, wraz z Jorisem Brenninkmeijerem) oraz Bernie (1991, dz. III m. za Josefem Klingerem i Wiktorem Gawrikowem, wraz z Danielem Summermatterem). W roku 1992 praktycznie wycofał się z gry w turniejach indywidualnych, występując prawie wyłącznie w rozgrywkach ligi francuskiej, jak również (choć sporadycznie) niemieckiej i szwajcarskiej.
Najwyższy ranking osiągnął 1 stycznia 1998 r., z wynikiem 2520 punktów dzielił wówczas 8-10. miejsce wśród francuskich szachistów.